# Pjesma Eurovizije 2003.
Eurovizija 2003. je bila 48. Eurovizija, koja se održala u Dvorani Skonto,  Riga,  Latvija. Voditelji su bili Marie N i Renārs Kaupers. Pobijedila je Turska (Sertab Erener s pjesmom "Every Way That I Can"). Druga je bila Belgija, a Rusija je, za samo jedan bod manje, bila treća.
Eurovizija 2003. je bila zadnja Eurovizija u kojoj je bila samo finalna večer. Debitant je bila Ukrajina. Latvija je 2002. pobijedila s pjesmom "I Wanna" koju je pjevala Marie N. Latvijska vlada uložila je 2.3 milijuna Eura u projekt. U prosincu 2002. je odlučeno da će voditelji biti Marie N i Renārs Kaupers. Povratnici su Island, Irska, Nizozemska, Norveška, Poljska i Portugal.
Danska, Finska, Makedonija, Litva i Švicarska neće nastupiti na sljedećoj Euroviziji jer su osvojile malo bodova na prošlogodišnjoj. Bez bodova je završilo Ujedinjeno Kraljevstvo.
| Država              | Jezik                               | Izvođač              | Pjesma                                 |
| ------------------- | ----------------------------------- | -------------------- | -------------------------------------- |
| Austrija            | štajerski dijalekt njemačkog jezika | Alf Poier            | Weil der Mensch zählt                  |
| Belgija             | umjetni jezik                       | Urban Trad           | Sanomi                                 |
| Bosna i Hercegovina | hrvatski, engleski                  | Mija Martina         | Ne brini                               |
| Cipar               | engleski                            | Stelios Konstantas   | Feeling Alive                          |
| Estonija            | engleski                            | Ruffus               | Eighties Coming Back                   |
| Grčka               | engleski                            | Mando                | Never Let You Go                       |
| Hrvatska            | hrvatski, engleski                  | Claudia Beni         | Više nisam tvoja                       |
| Island              | engleski                            | Birgitta Haukdal     | Open Your Heart                        |
| Irska               | engleski                            | Mickey Joe Harte     | We've Got the World                    |
| Izrael              | engleski, hebrejski                 | Lior Narkis          | Milim La'ahava                         |
| Latvija             | engleski                            | F. L. Y.             | Hello From Mars                        |
| Malta               | engleski                            | Lynn Chircop         | To Dream Again                         |
| Nizozemska          | engleski                            | Esther Hart          | One More Night                         |
| Norveška            | engleski                            | Jostein Hasselgård   | I'm Not Afraid To Move On              |
| Poljska             | njemački, poljski, ruski            | Ich Troje            | Keine Grenzen-Żadnych granic           |
| Portugal            | portugalski                         | Rita Guerra          | Deixa-me sonhar                        |
| Rumunjska           | engleski                            | Nicola               | Don't Break My Heart                   |
| Rusija              | ruski                               | t.A.T.u.             | Ne ver', ne boysia (Не верь, не бойся) |
| Slovenija           | engleski                            | Karmen Stevec        | Nanana                                 |
| Švedska             | engleski                            | Fame                 | Give Me Your Love                      |
| Turska              | engleski                            | Sertab Erener        | Everyway That I Can                    |
| Ukrajina            | engleski                            | Oleksandr Ponomaryov | Hasta la Vista                         |

### Direktni ulazak u finale
| Država                 | Jezik      | Pjevač          | Pjesma               |
| ---------------------- | ---------- | --------------- | -------------------- |
| Francuska              | francuski  | Louisa Baileche | Monts et merveilles" |
| Njemačka               | engleski   | Lou             | Let's Get Happy      |
| Španjolska             | španjolski | Beth            | Dime                 |
| Ujedinjeno Kraljevstvo | engleski   | Jemini          | Cry Baby             |

| Pjesma Eurovizije | Pjesma Eurovizije |
| --- | ----------------- |
| |                   |
| 01956. • 1957. • 1958. • 1959. • 1960. 1961. • 1962. • 1963. • 1964. • 1965. • 1966. • 1967. • 1968. • 1969. • 1970. 1971. • 1972. • 1973. • 1974. • 1975. • 1976. • 1977. • 1978. • 1979. • 1980. 1981. • 1982. • 1983. • 1984. • 1985. • 1986. • 1987. • 1988. • 1989. • 1990. 1991. • 1992. • 1993. • 1994. • 1995. • 1996. • 1997. • 1998. • 1999. • 2000. 2001. • 2002. • 2003. • 2004. • 2005. • 2006. • 2007. • 2008. • 2009. • 2010. 2011. • 2012. • 2013. • 2014. • 2015. • 2016. • 2017. • 2018. • 2019. • 2020. 2021. • 2022. • 2023. • 2024. • 2025. |                   |

| Pjesma Eurovizije | Pjesma Eurovizije |
| --- | ----------------- |
| |                   |
| 01956. • 1957. • 1958. • 1959. • 1960. 1961. • 1962. • 1963. • 1964. • 1965. • 1966. • 1967. • 1968. • 1969. • 1970. 1971. • 1972. • 1973. • 1974. • 1975. • 1976. • 1977. • 1978. • 1979. • 1980. 1981. • 1982. • 1983. • 1984. • 1985. • 1986. • 1987. • 1988. • 1989. • 1990. 1991. • 1992. • 1993. • 1994. • 1995. • 1996. • 1997. • 1998. • 1999. • 2000. 2001. • 2002. • 2003. • 2004. • 2005. • 2006. • 2007. • 2008. • 2009. • 2010. 2011. • 2012. • 2013. • 2014. • 2015. • 2016. • 2017. • 2018. • 2019. • 2020. 2021. • 2022. • 2023. • 2024. • 2025. |                   |